# Sân bay quốc tế Genève
Sân bay quốc tế Genève (IATA: GVA, ICAO: LSGG) là một sân bay ở Genève, Thụy Sĩ. Tọa độ 46°15′B 6°8′Đ / 46,25°B 6,133°Đ, cách trung tâm thành phố 5 km và có kết nối bằng đường cao tốc, xe bus và đường sắt (SBB-CFF-FFS). Phía Bắc của sân bay bị giới hạn bởi biên giới Pháp - Thụy Sĩ và sân bay có thể đến được từ cả hai quốc gia này. Khách trên các chuyến bay đến từ và đi khỏi Pháp không cần qua thủ tục hải quan và xuất nhập cảnh của Thụy Sĩ nếu họ vẫn ở bên trong khu vực Pháp của sân bay. Việc vận chuyển hàng cũng có thế đến từ hai nước. Do đó, sân bay đã khiến Genève là một trung tâm vận chuyển hàng hóa của Liên minh châu Âu dù Thụy Sĩ không phải là thành viên. Sân bay có một đường băng rộng. Năm 2006, sân bay này đã phục vụ 9.963.025 khách, tăng 5,9% so với năm 2005.

## Các hãng hàng không và các điểm đến
(Ghi chú: Một số hãng hàng không chỉ bay theo mùa, đặc biệt là mùa đông.)
- Aer Lingus (Dublin)
- Aeroflot (Moskva-Sheremetyevo)
- Afriqiyah Airways (Tripoli)
- Air Algérie (Algiers)
- Air France (Ajaccio, Biarritz, Bordeaux, Clermont Ferrand, Nantes, Paris-Charles de Gaulle, Toulouse)
- Air Malta (Catania, Malta)
- Air Mauritius (Mauritius)
- Alitalia (Milano-Malpensa, Roma-Fiumicino)
- Atlas Blue (Marrakech)
- Austrian Airlines (Viên)
- bmi
  - bmibaby (Birmingham, Cardiff, Manchester, Nottingham/East Midlands)
- British Airways (Luân Đôn-Gatwick, London-Heathrow)
  - BA Connect (Birmingham, Manchester)
- Brussels Airlines (Brussel)
- Clickair (Barcelona)
- Continental Airlines (Newark)
- Darwin Airline (Dubrovnik, Lugano)
- easyJet (Alicante, Amsterdam, Barcelona, Belfast, Berlin-Schönefeld, Bordeaux [bắt đầu ngày 29/6/2007], Bristol, Brussel [bắt đầu ngày 29/6/2007], Budapest, Bournemouth, Cagliari [begins ngày 29 tháng 6 năm 2007], Edinburgh, Glasgow, Lisboa, Liverpool, London-Gatwick, London-Luton, London-Stansted, Madrid, Malaga, Newcastle, Nice, Nottingham, Paris-Orly, Porto [bắt đầu ngày 29/6/2007], Roma-Ciampino)
  - easyJet Switzerland (Hamburg, Praha)
- EgyptAir (Cairo, Hurghada, Sharm el-Sheikh)
- El Al (Tel Aviv)
- Edelweiss Air (Hurghada, Kos, Las Palmas, Sharm el-Sheikh, Tenerife)
- Etihad Airways (Abu Dhabi)
- European Air Express (Köln/Bonn)
- Farnair Switzerland (Köln/Bonn)(cargo flights only)
- Finnair (Helsinki)
- Flybaboo (Biarritz, Firenze, Ibiza, Lugano, Marseille, Napoli, Nice, Olbia, Praha, Saint Tropez, Valencia, Venezia)
- Flyglobespan (Edinburgh)
- Hainan Airlines (Bắc Kinh, Budapest) [awaiting gov't approval]
- Helvetic Airways (Split)
- Iberia (Madrid)
- Iran Air (Tehran-Mehrabad)
- KLM Royal Dutch Airlines (Amsterdam)
- Kuwait Airways (Kuwait, Paris-Charles de Gaulle [seasonal])
- LOT Polish Airlines (Warszawa)
- Lufthansa (Frankfurt)
  - Lufthansa Regional cung ứng bởi Air Dolomiti (Munchen)
  - Lufthansa Regional cung ứng bởi Augsburg Airways (Munchen)
  - Lufthansa Regional cung ứng bởi Contact Air (Stuttgart)
  - Lufthansa Regional cung ứng bởi Eurowings (Düsseldorf)
  - Lufthansa Regional cung ứng bởi Lufthansa CityLine (Düsseldorf, Hamburg, Munchen)
- Luxair (Luxembourg)
- Malév Hungarian Airlines (Budapest)
- Middle East Airlines (Beirut)
- Norwegian Air Shuttle (Oslo)
- Olympic Airlines (Athena)
- Qatar Airways (Doha, Newark)
- Rossiya Airlines (Sankt-Peterburg)
- Royal Air Maroc (Casablanca)
- Royal Jordanian (Amman)
- Saudi Arabian Airlines (Jeddah, Riyadh)
- Scandinavian Airlines System (Copenhagen, Stockholm-Arlanda)
- Sterling Airlines (Copenhagen)
- Swiss International Air Lines (Athena, Barcelona, Moskva-Domodedovo, New York-JFK, Zürich)
  - Swiss European Air Lines (London-City, Malaga, Praha, Valencia, Zürich)
- TAP Portugal (Lisboa, Porto)
- Thomsonfly (Doncaster-Sheffield [starts Winter 2007])
- TNT Airways (Basel/Mulhouse, Liège) (bay vận chuyển hàng hóa)
- transavia.com (Rotterdam)
- Tunisair (Djerba, Monastir, Tunis)
- Turkish Airlines (Istanbul-Atatürk)